# Shazna
 (novembre 2012).
Si vous disposez d'ouvrages ou d'articles de référence ou si vous connaissez des sites web de qualité traitant du thème abordé ici, merci de compléter l'article en donnant les références utiles à sa vérifiabilité et en les liant à la section « Notes et références ».
Shazna est un groupe de rock japonais de type visual kei, mené par le chanteur Izam.

## Histoire
Le groupe est formé en 1992 et devient populaire vers la fin des années 1990. Le groupe a commencé en jouant du hard rock, changeant au fil des ans pour la pop. Parmi les titres les plus connus du groupe figure Piece of Love, premier thème de la série anime Kamikaze kaitou Jeanne, et Melty Love, son premier succès.
Le chanteur du groupe, Izam, se fait remarquer par son image de travesti portant des vêtements féminin. En 1999, il épouse l'idole japonaise Hinano Yoshikawa. Pourtant, deux mois plus tard, il annonce leur séparation, puis leur divorce quatre mois seulement après le mariage, provoquant un scandale médiatique.
Après le single "Winter's Review" sorti fin 1999, le groupe est dissous en 2000, et une compilation de ses singles sort dans l'année.
Après la dissolution de Shazna, ses membres se sont consacrés à divers projets musicaux, chacun de son côté. Izam continue en solo, abandonnant son look efféminé.  Le guitariste A・O・I se met à la guitare acoustique, et le bassiste NIY rejoint le groupe FANBLE.
Izam devient aussi acteur, et apparait dans plusieurs films, dont "Chinese Dinner", "G@me" et un épisode spécial de la série Bishôjo Senshi Sailor Moon. Du temps de Shazna, Izam avait déjà fait une apparition dans le film tiré de la série Crayon Shin-chan nommé Mission : 1000bolts!! Pig's Hoof's Secret Mission!!, avec la chanson de Shazna "Pureness" comme générique.
En 2006, Shazna se reforme, et donne un premier concert en septembre 2006, après avoir sorti un nouvel album "kokoro" le 25 avril. Il sort l'album "10th Melty Life" le 8 août 2007, 10 ans après son premier succès : le single "Melty Love". Le groupe se sépare à nouveau en mars 2009.

## Discographie

### Singles
- 1994.04.17 Stilness For Dear (en indépendant)
- 1995.12.08 Dizziness (en indépendant)
- 1996.01.05 Dizziness
- 1997.08.27 Melty Love
- 1997.10.08 すみれSeptember Love
- 1997.12.03 WHITE SILENT NIGHT
- 1998.01.07 SWEET HEART MEMORY
- 1998.04.22 PURENESS
- 1998.04.26 Love is Alive
- 1998.10.14 恋人 (Koibito)
- 1999.01.27 Pink
- 1999.03.31 Piece of Love
- 1999.06.09 Tokyo Ballet Reprise
- 1999.09.22 AQUA
- 1999.12.08 Winter's Review
- 2007.04.25 心 (Kokoro)

### Mini albums
- Sophia - EP (1994.11.30)
- Melty Case - EP (1996.03.14)
- Raspberry Time - EP (1996.08.01)
- Promise Eve - EP (1997.01.22)

### Albums
- GOLD SUN AND SILVER MOON  (1998.01.22)
- PURE HEARTS  (1999.06.30)
- 10TH MELTY LIFE  (2007.08.08)

### Compilations
- OLDIES (2000.01.01)
- SINGLE BEST SHAZNA & IZAM (2007.09.05)